# PlayStation
Pour les articles homonymes, voir PlayStation (homonymie).
La PlayStation (プレイステーション, Pureisutēshon) est une console de jeux vidéo de cinquième génération, produite par Sony Computer Entertainment à partir de 1994. La PlayStation originale fut la première machine de la gamme PlayStation, déclinée ensuite en PSone (une version plus petite et plus légère que l'originale).
Le 18 mai 2004, soit près de dix ans après son lancement, Sony annonce avoir distribué 100 millions de consoles dans le monde, et plus de 962 millions de jeux PlayStation.

## Histoire

### Développement
La PlayStation est conçue par Ken Kutaragi, cadre chez Sony et responsable d’une division d’ingénierie matérielle, surnommé plus tard « le père de la PlayStation »,. L’intérêt de Kutaragi pour le jeu vidéo naît lorsqu’il observe sa fille jouer sur la Famicom de Nintendo. Il persuade Nintendo d’intégrer son processeur sonore SPC-700 dans la Super Nintendo Entertainment System (SNES) en réalisant une démonstration des capacités de la puce. Sa volonté de collaborer avec Nintendo découle à la fois de son admiration pour la Famicom et de sa conviction que les consoles de jeux vidéo deviendront les principaux systèmes de divertissement domestique. Bien que Kutaragi soit sur le point d’être licencié pour avoir travaillé avec Nintendo à l’insu de Sony, le président Norio Ohga reconnaît le potentiel de sa puce et décide de le garder comme protégé.
L’origine de la PlayStation remonte à 1988, lors d’une coentreprise entre Nintendo et Sony. Nintendo, qui a déjà développé une technologie de disquette destinée à compléter les cartouches avec le Family Computer Disk System, souhaite poursuivre cette stratégie de stockage complémentaire pour la Super Nintendo Entertainment System (SNES),. Comme Sony est déjà chargé de produire le processeur sonore SPC-700 pour la SNES, Nintendo confie également à Sony le développement d’un module CD-ROM, provisoirement nommé « Play Station » ou SNES-CD,. Le nom PlayStation étant déjà une marque déposée par Yamaha, Nobuyuki Idei, séduit par cette appellation, accepte de l’acquérir pour un montant non divulgué plutôt que de chercher une alternative.

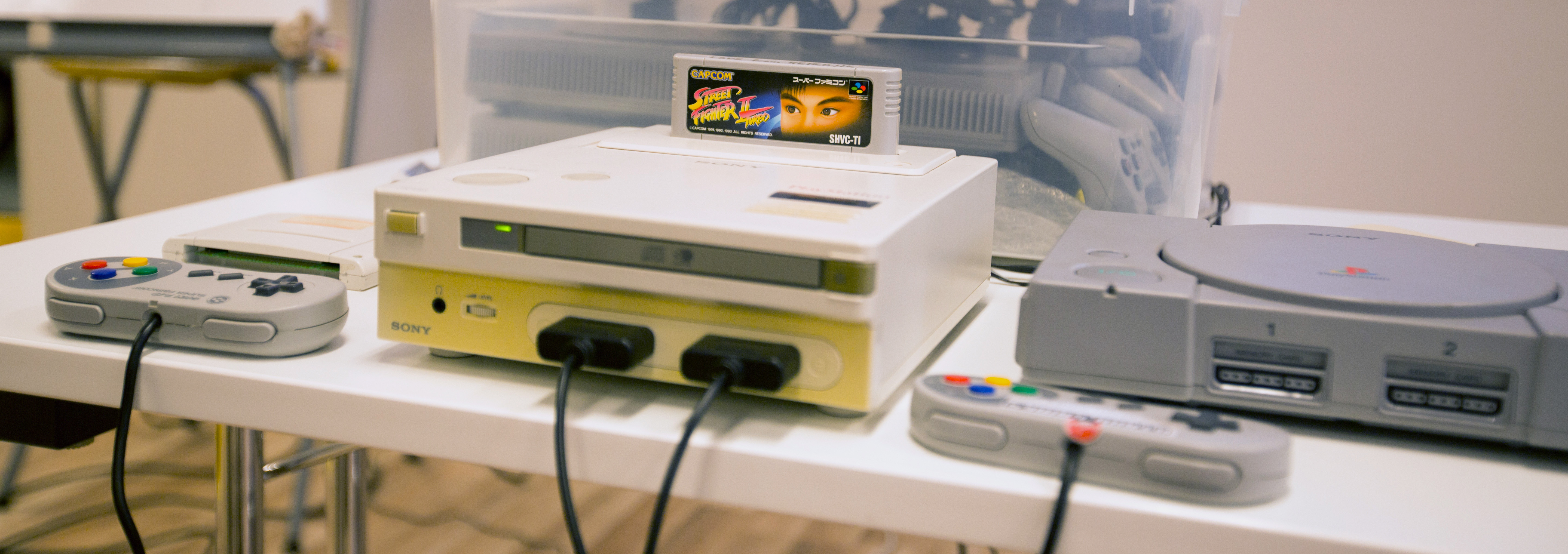
L'un des deux seuls prototypes connus de PlayStation à base de SNES.

Sony cherche à s’implanter dans le marché du jeu vidéo, alors en pleine expansion. Ayant été le principal fabricant du format d’ordinateur personnel MSX, qui connaît un échec commercial, l’entreprise souhaite mettre à profit son expérience dans l’électronique grand public pour produire son propre matériel de jeu vidéo,. Bien que l’accord initial avec Nintendo porte sur la fabrication d’un module CD-ROM additionnel, Sony prévoit également de développer une console compatible SNES, mais commercialisée sous sa propre marque. Cette version est pensée comme un système de divertissement domestique, capable de lire à la fois les cartouches SNES et un nouveau format de CD appelé « Super Disc », conçu par Sony,. Selon l’accord, Sony conserve les droits internationaux exclusifs sur tous les jeux au format « Super Disc », ce qui lui confère une large autonomie malgré la position dominante de Nintendo sur le marché du jeu vidéo,,. De plus, Sony bénéficie seul des licences liées aux logiciels musicaux et cinématographiques, un domaine qu’il cherche activement à développer comme application secondaire.
La présentation de la Play Station est prévue lors du Consumer Electronics Show (CES) de 1991 à Las Vegas. Cependant, le président de Nintendo, Hiroshi Yamauchi, se méfie de l’influence croissante de Sony et juge inacceptable le contrat initial de 1988, estimant qu’il confère à Sony le contrôle total sur tous les jeux développés au format CD-ROM pour la SNES. Bien que Nintendo domine alors le marché du jeu vidéo, Sony dispose d’un département de recherche et développement plus performant. Soucieux de préserver la structure de licences existante de Nintendo, Yamauchi annule sans en informer Sony tous les projets liés au module SNES CD issu de la collaboration Nintendo–Sony,,. Il envoie le président de Nintendo of America, Minoru Arakawa (son gendre), et le président du conseil Howard Lincoln à Amsterdam afin de conclure un contrat plus avantageux avec le conglomérat néerlandais Philips, concurrent de Sony. Cet accord doit garantir à Nintendo un contrôle total sur ses licences pour toutes les machines produites par Philips,.
Ken Kutaragi et Nobuyuki Idei, alors directeur des relations publiques de Sony, apprennent les agissements de Nintendo deux jours avant l’ouverture du CES. Kutaragi tente de contacter de nombreux interlocuteurs, y compris chez Philips, mais sans succès. Le premier jour du CES, Sony annonce officiellement son partenariat avec Nintendo et leur nouvelle console, la Play Station. Le lendemain matin, à 9 h, dans ce qui est qualifié de « plus grande trahison de l’histoire » de l’industrie, Howard Lincoln monte sur scène et révèle que Nintendo s’allie désormais avec Philips et abandonne sa collaboration avec Sony,,. 

### Genèse

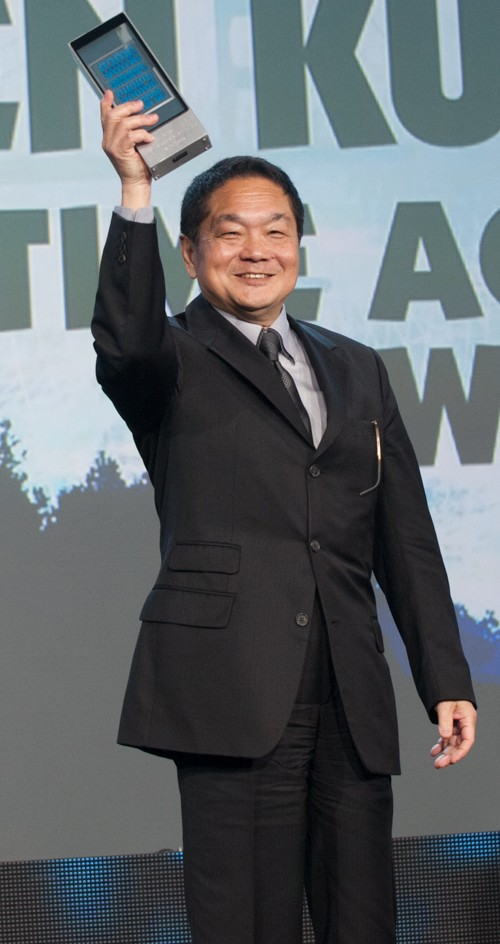
Ken Kutaragi, le père de la PlayStation, photographié lors des Game Developers Choice Awards en 2014.

Furieux du désengagement de Nintendo, Norio Ohga et Ken Kutaragi décident que Sony développera sa propre console. La rupture de contrat de Nintendo suscite la consternation dans le milieu des affaires japonais, car l’entreprise enfreint une « loi non écrite » selon laquelle les sociétés nationales ne se retournent pas contre d’autres entreprises locales au profit de concurrentes étrangères. La branche américaine de Sony envisage une alliance avec Sega pour produire une machine à base de CD-ROM baptisée Sega Multimedia Entertainment System, mais le conseil d’administration de Sega à Tokyo rejette l’idée lorsque Tom Kalinske, PDG de Sega of America, leur présente le projet. Kalinske se souvient de leur réaction : « C’est une idée stupide, Sony ne sait pas fabriquer du matériel. Ils ne savent pas non plus faire des logiciels. Pourquoi voudrions-nous faire cela ? ». Sony interrompt alors ses recherches, mais décide de transformer les travaux déjà menés avec Nintendo et Sega en une console basée sur la SNES.
Malgré les événements houleux du CES 1991, les négociations entre Nintendo et Sony se poursuivent. Un accord est proposé : la Play Station conserverait un port pour les jeux SNES, à condition qu’elle utilise toujours la puce audio de Kutaragi et que Nintendo détienne les droits ainsi que la majeure partie des bénéfices. Environ deux cents prototypes sont fabriqués et certains logiciels entrent en développement,. Au sein de Sony, de nombreuses voix restent opposées à l’implication de l’entreprise dans l’industrie du jeu vidéo, certaines reprochant même à Kutaragi de mettre en péril la société. Kutaragi demeure ferme : Sony ne doit pas se retirer d’un secteur en pleine croissance et un accord avec Nintendo ne pourrait jamais fonctionner,. Conscients de la nécessité d’agir de manière décisive, Sony rompt tous ses liens avec Nintendo le 4 mai 1992.
Pour déterminer l’avenir du projet PlayStation, Norio Ohga préside en juin 1992 une réunion réunissant Ken Kutaragi et plusieurs membres influents du conseil d’administration de Sony. Kutaragi y présente un système propriétaire basé sur le CD-ROM, sur lequel il travaille en secret, capable de faire tourner des jeux en 3D immersive. Il affirme avec confiance que sa puce LSI peut intégrer un million de portes logiques, dépassant ainsi les capacités de la division des semi-conducteurs de Sony à cette époque. Bien que l’enthousiasme d’Ohga soit acquis, une majorité des participants restent opposés au projet. Les cadres plus âgés de Sony le rejettent également, considérant Nintendo et Sega comme de simples fabricants de « jouets ». Selon eux, l’industrie vidéoludique est trop marginale culturellement, et Sony devrait se concentrer sur le secteur audiovisuel, où les entreprises se connaissent et où les négociations commerciales se déroulent de manière « civilisée ». Après que Kutaragi lui rappelle l’humiliation subie face à Nintendo, Ohga décide de maintenir le projet et devient l’un de ses soutiens les plus fervents,.
Ohga transfère Ken Kutaragi et neuf membres de son équipe du siège principal de Sony vers Sony Music Entertainment Japan (SMEJ), une filiale du groupe Sony, afin de préserver le projet et de maintenir les relations avec Philips dans le cadre du développement du MMCD. L’implication de SMEJ s’avère déterminante pour les débuts de la PlayStation, car la fabrication de jeux au format CD-ROM repose sur un procédé similaire à celui utilisé pour les CD audio, domaine dans lequel la division musicale de Sony possède une grande expertise. Chez SMEJ, Kutaragi collabore avec Shigeo Maruyama, fondateur d’Epic/Sony Records, et Akira Sato ; tous deux deviennent par la suite vice-présidents de la division en charge de l’activité PlayStation. Sony et SMEJ créent conjointement Sony Computer Entertainment (SCE) pour gérer les activités de l’entreprise dans l’industrie du jeu vidéo,. Le 27 octobre 1993, Sony annonce publiquement son entrée sur le marché des consoles avec la PlayStation,. Selon Maruyama, une incertitude subsiste quant à l’orientation de la console : doit-elle privilégier les graphismes en 2D basés sur les sprites ou les graphismes en 3D polygonale ? Le succès de Virtua Fighter (1993) de Sega dans les salles d’arcade japonaises dissipe immédiatement le doute : la PlayStation se concentrera avant tout sur la 3D polygonale. Teruhisa Tokunaka, président de SCE, exprime d’ailleurs sa reconnaissance envers Sega, estimant que la sortie de Virtua Fighter « au bon moment » prouve qu’il est possible de créer des jeux en 3D. Maruyama souligne également que Sony souhaite mettre en avant la capacité de la nouvelle console à exploiter l’audio Red Book du format CD-ROM, combiné à des graphismes et un gameplay de haute qualité.
Souhaitant prendre ses distances avec l’échec de la collaboration avec Nintendo, Sony baptise d’abord la PlayStation sous le nom de PlayStation X (PSX). En janvier et mai 1995, l’entreprise fonde ses divisions européenne et nord-américaine, respectivement Sony Computer Entertainment Europe (SCEE) et Sony Computer Entertainment America (SCEA),. Ces divisions prévoient de commercialiser la nouvelle console sous l’appellation alternative « PSX », à la suite de retours négatifs sur le nom « PlayStation » lors d’études de groupes de consommateurs. Les premières campagnes publicitaires avant le lancement en Amérique du Nord utilisent ainsi la marque « PSX », mais celle-ci est abandonnée avant la sortie de la console. Contrairement aux consoles de Nintendo, la PlayStation n’est pas commercialisée sous le nom de Sony. Selon Phil Harrison, une partie importante de la direction de l’entreprise craint que l’image de marque de Sony ne soit ternie si elle est associée à une console de jeux, perçue alors comme un simple « jouet »,.

### Développement
Sony, n’ayant aucune expérience dans le développement de jeux, doit s’appuyer sur le soutien de développeurs tiers. Cela contraste avec Sega et Nintendo, qui disposent de divisions logicielles internes polyvalentes et bien équipées pour l’arcade, capables d’adapter facilement leurs titres à succès sur consoles domestiques. Des consoles récentes comme l’Atari Jaguar et la 3DO ont souffert de faibles ventes en raison d’un manque de soutien des développeurs, ce qui pousse Sony à redoubler d’efforts pour obtenir l’adhésion des créateurs spécialisés dans l’arcade. En mai 1993, une équipe d’Epic Sony visite plus d’une centaine d’entreprises à travers le Japon dans l’espoir d’attirer des développeurs grâce à l’attrait technologique de la PlayStation. Sony découvre alors que beaucoup désapprouvent les pratiques de Nintendo, notamment la tendance à privilégier ses propres jeux au détriment de ceux des autres éditeurs. À travers une série de négociations, Sony obtient le soutien initial de Namco, Konami et Williams Entertainment, ainsi que de 250 autres studios rien qu’au Japon. Namco, en particulier, manifeste un fort intérêt, étant donné sa rivalité avec Sega sur le marché de l’arcade.
Ce soutien assure à la PlayStation des titres influents comme Ridge Racer (1993) et Mortal Kombat 3 (1995),. Ridge Racer, l’un des jeux d’arcade les plus populaires de l’époque, est déjà confirmé en interne comme devant devenir le premier jeu de la PlayStation dès décembre 1993, malgré le statut de Namco en tant que développeur de longue date pour Nintendo. En 1993, Shegeichi Nakamura, directeur de recherche chez Namco, rencontre Kutaragi pour discuter des spécifications préliminaires de la PlayStation. Namco fonde ensuite la carte d’arcade Namco System 11 sur le matériel de la PlayStation et développe Tekken pour concurrencer Virtua Fighter. Le System 11 sort en arcade plusieurs mois avant la console, accompagné du lancement de Tekken en septembre 1994.

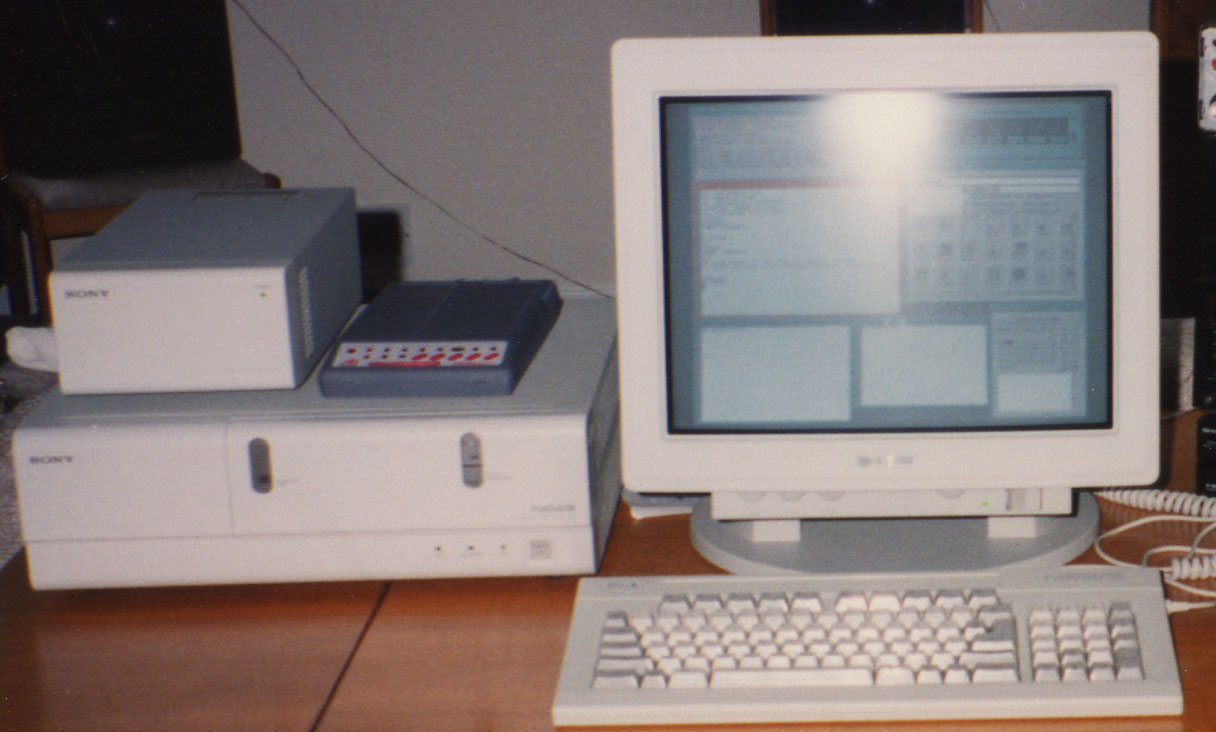
Station de travail Sony News

Bien que Sony ait obtenu le soutien de nombreux studios japonais, l’entreprise ne dispose d’aucun développeur interne au moment du développement de la PlayStation. La situation évolue en 1993, lorsque Sony acquiert la société britannique Psygnosis, basée à Liverpool (plus tard renommée SCE Liverpool), pour 48 millions de dollars américains, assurant ainsi la constitution de sa première équipe de développement interne. Cette acquisition permet à Sony de préparer davantage de jeux pour le lancement de la PlayStation en Europe et en Amérique du Nord,. Ian Hetherington, cofondateur de Psygnosis, se dit déçu après avoir reçu les premières versions de la PlayStation, qu’il juge « inadaptée à son objectif » jusqu’à ce que son équipe s’implique dans son amélioration. Hetherington se heurte fréquemment aux dirigeants de Sony sur des visions plus larges ; à un moment donné, l’idée est même évoquée de produire un téléviseur intégrant directement une PlayStation. Dans les mois précédant le lancement de la console, Psygnosis emploie environ 500 personnes à temps plein travaillant sur des jeux et contribuant au développement logiciel,.

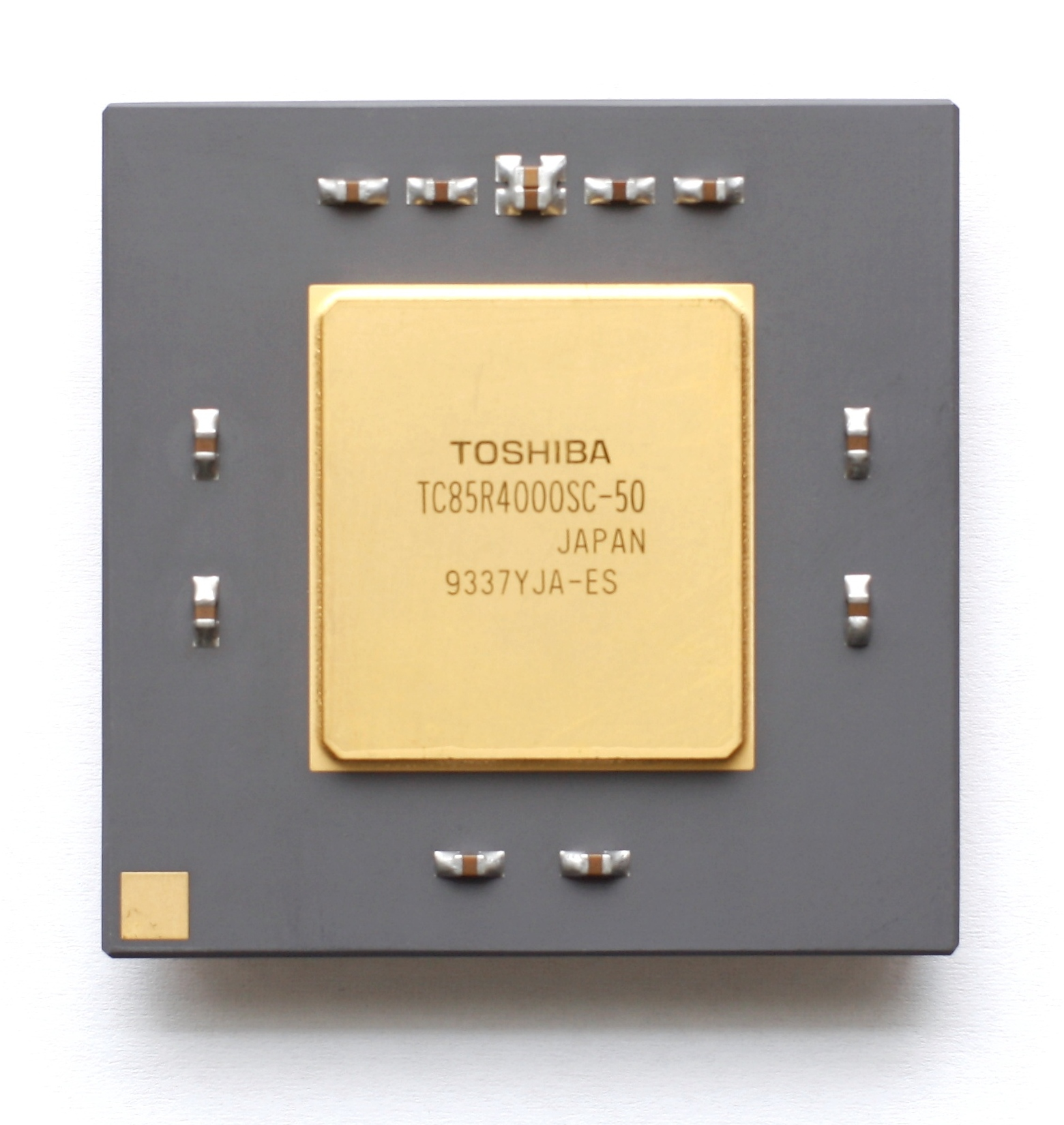
Processeur MIPS R4000.

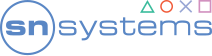
Logo de la société SN Systems.

L’acquisition de Psygnosis marque un nouveau tournant pour la PlayStation, l’entreprise jouant un rôle essentiel dans la création des kits de développement de la console. Sony avait initialement fourni des stations de travail Sony NEWS basées sur le processeur MIPS R4000 pour le développement de jeux PlayStation, mais les employés de Psygnosis rejettent l’idée de travailler sur ces machines coûteuses et sollicitent la société britannique SN Systems, basée à Bristol, afin de concevoir une alternative sur PC. Andy Beveridge et Martin Day, fondateurs de SN Systems, avaient déjà fourni du matériel de développement pour d’autres consoles telles que la Mega Drive, l’Atari ST et la SNES. Lors du CES dejanvier 1994 à Las Vegas, Psygnosis organise une rencontre entre SN Systems et les dirigeants japonais de Sony. Beveridge et Day y présentent leur prototype de kit de développement compact, fonctionnant sur un simple ordinateur personnel avec deux cartes d’extension. Séduite, Sony décide d’abandonner son projet de système basé sur des stations de travail au profit de la solution de SN Systems, garantissant ainsi une méthode de conception logicielle plus économique et plus efficace. Une commande de plus de 600 unités suit, SN Systems fournissant également à Sony des logiciels supplémentaires tels qu’un assembleur, un éditeur de liens et un débogueur. L’entreprise continue par la suite à produire des kits de développement pour les générations suivantes, dont la PlayStation 2, avant d’être rachetée par Sony en 2005. 
Sony s’efforce de rendre la production de jeux aussi fluide et inclusive que possible, à l’inverse de l’approche relativement fermée de Sega et Nintendo. Phil Harrison, directeur représentant de SCEE, estime que l’accent mis par Sony sur l’assistance aux développeurs réduit une grande partie des aspects chronophages du développement. En plus de fournir des bibliothèques de programmation, les sièges de SCEE à Londres, en Californie et à Tokyo accueillent des équipes de support technique capables de travailler en étroite collaboration avec les développeurs tiers si nécessaire,.

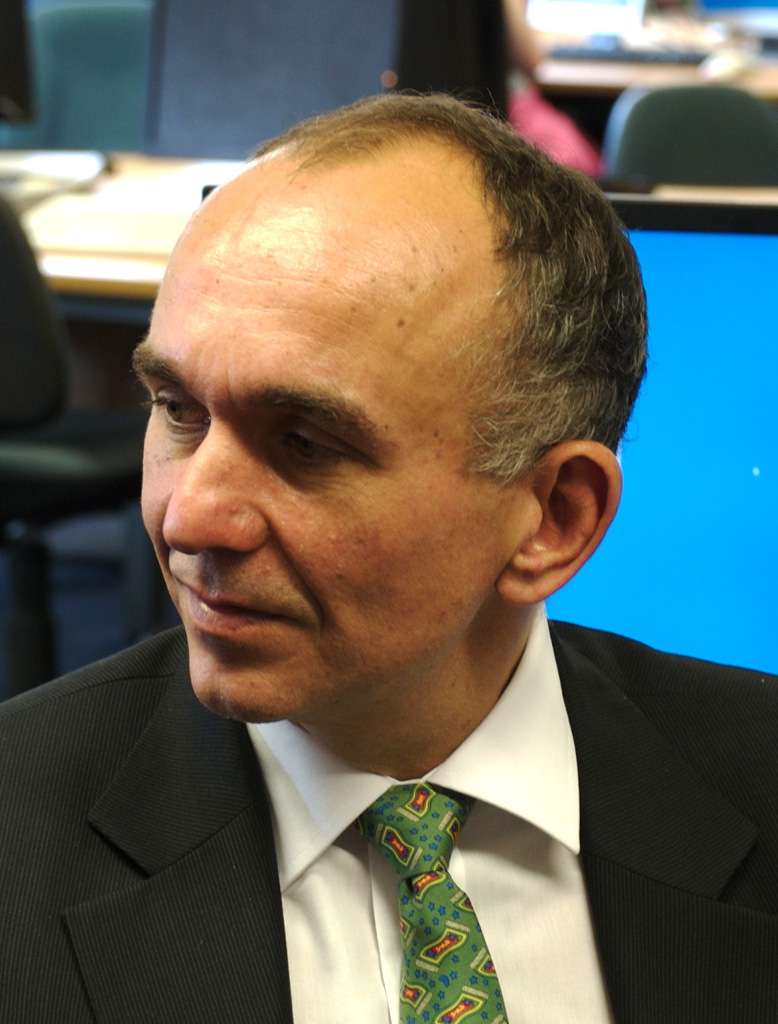
Peter Molyneux fondateur de la société Bullfrog Productions.

Contrairement à Nintendo, Sony ne favorise pas ses propres productions au détriment de celles des autres. Peter Molyneux, fondateur de Bullfrog Productions, loue l’attitude ouverte de Sony envers les développeurs et salue sa décision d’utiliser les PC comme plateforme de développement, déclarant que « c’était comme sortir de prison, en termes de liberté ». Une autre stratégie qui attire les créateurs de jeux est l’utilisation du format CD-ROM plutôt que des cartouches traditionnelles. Les cartouches Nintendo sont coûteuses à fabriquer et leur production est entièrement contrôlée par l’entreprise, qui privilégie ses propres titres, tandis que les CD compacts bon marché peuvent être produits dans des dizaines de sites à travers le monde.
L’architecture de la PlayStation et sa compatibilité avec les PC se révèlent bénéfiques pour de nombreux développeurs. L’utilisation du langage de programmation C s’avère particulièrement utile, car elle garantit la compatibilité future de la machine en cas de révisions matérielles décidées par les créateurs de jeux. Malgré cette flexibilité, certains développeurs rencontrent des limites liées au manque de mémoire vive de la console. En travaillant sur les versions bêta de la PlayStation, Peter Molyneux constate que son processeur MIPS n’est « pas aussi vigoureux » que celui d’un PC rapide. Il précise que son équipe a mis deux semaines pour porter leur code PC sur les kits de développement de la PlayStation, puis deux autres pour en quadrupler la vitesse d’exécution. Un ingénieur d’Ocean Software, l’un des plus grands développeurs européens de l’époque, juge que la gestion de la mémoire est un défi, compte tenu de la limite de 3,5 mégaoctets. Ken Kutaragi explique qu’il aurait été simple de doubler la mémoire vive de la PlayStation, mais que l’équipe de développement s’est abstenue afin de maintenir un prix de vente abordable. Selon lui, le plus grand défi dans la conception du système est de concilier trois objectifs contradictoires : offrir de hautes performances, rester peu coûteux et être facile à programmer. Il estime, avec son équipe, avoir atteint cet équilibre.
Les spécifications techniques de la PlayStation sont finalisées en 1993 et son design est arrêté en 1994. Le nom « PlayStation » ainsi que le design définitif de la console sont confirmés lors d’une conférence de presse le 10 mai 1994, bien que le prix et les dates de sortie n’aient pas encore été annoncés.

### Lancement

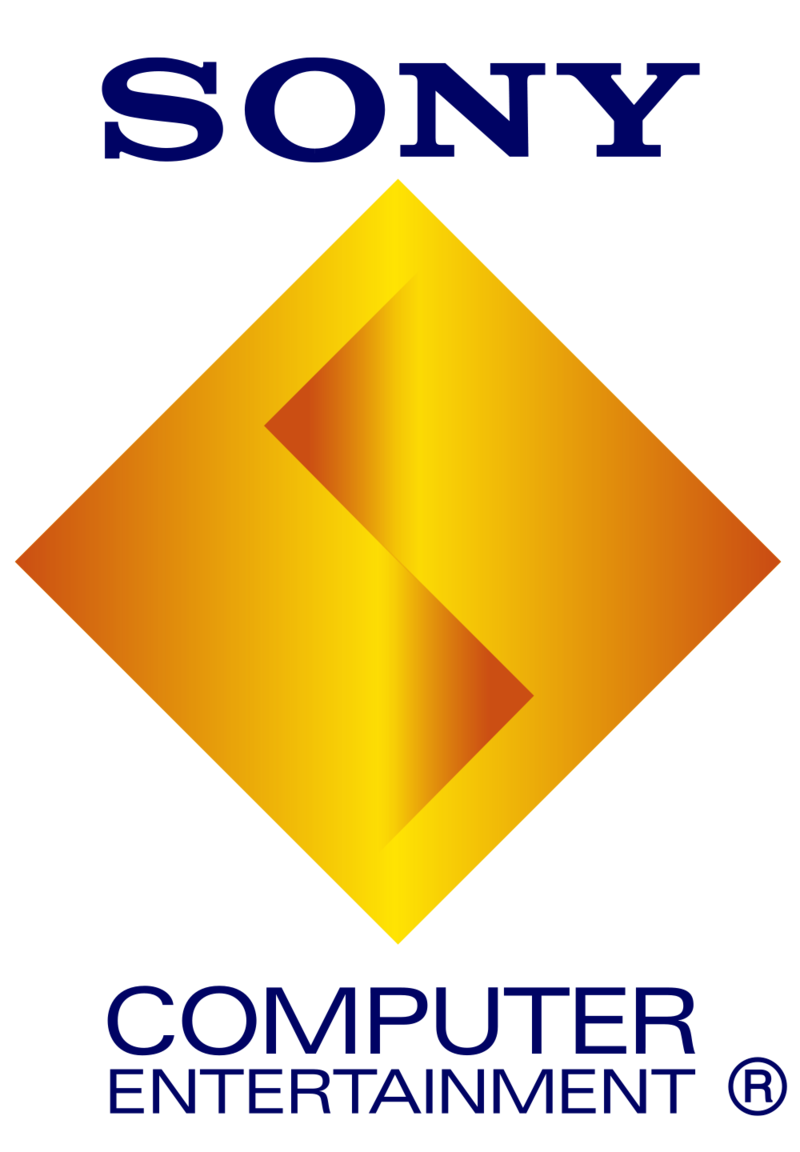
Logo de la PlayStation

Sony lance la PlayStation au Japon le 3 décembre 1994, une semaine après la sortie de la Sega Saturn, au prix de 39 800 yens,. Les ventes au Japon débutent avec un succès qualifié de « spectaculaire », marqué par de longues files d’attente dans les magasins. Norio Ohga se souvient plus tard avoir compris l’importance prise par la PlayStation pour Sony lorsque ses amis et proches le suppliaient de leur procurer des consoles pour leurs enfants.
La PlayStation s’écoule à 100 000 unités dès le premier jour et atteint les deux millions d’exemplaires vendus en six mois,, bien que la Saturn dépasse la PlayStation au cours des premières semaines grâce au succès de Virtua Fighter,. À la fin de l’année 1994, 300 000 PlayStation sont vendues au Japon, contre 500 000 unités de la Saturn. Un marché parallèle émerge alors, avec des PlayStation expédiées du Japon vers l’Amérique du Nord et l’Europe, certains acheteurs déboursant jusqu’à 700 £ pour se les procurer.
Avant la sortie nord-américaine, Sega et Sony présentent leurs consoles lors du premier Electronic Entertainment Expo (E3) à Los Angeles, le 11 mai 1995. Lors de sa conférence, Tom Kalinske, PDG de Sega of America, annonce que la Saturn sera disponible immédiatement chez certains détaillants, au prix de 399 $. Vient ensuite le tour de Sony : Olaf Olafsson, président de SCEA, invite Steve Race, responsable du développement, à monter sur scène. Celui-ci se contente de prononcer « 299 $ » avant de repartir, déclenchant une salve d’applaudissements dans l’audience,,,. L’attention portée à la conférence de Sony est renforcée par l’apparition surprise de Michael Jackson ainsi que par la présentation de jeux très attendus, dont Wipeout (1995), Ridge Racer et Tekken (1994),,. Sony annonce également qu’aucun jeu ne sera fourni avec la console,.
Bien que la Saturn soit sortie plus tôt aux États-Unis afin de prendre l’avantage sur la PlayStation, ce lancement surprise mécontente de nombreux détaillants non prévenus à temps, ce qui nuit aux ventes. Certains revendeurs, comme KB Toys, réagissent en abandonnant totalement la Saturn. La PlayStation est commercialisée en Amérique du Nord le 9 septembre 1995. Elle s’écoule en deux jours à plus d’unités que la Saturn en cinq mois, avec presque toute la première expédition de 100 000 consoles déjà vendue par précommande, tandis que les magasins du pays se retrouvent rapidement en rupture de stock de consoles et d’accessoires. Le succès critique de Ridge Racer contribue fortement à cet engouement,,, certains critiques le jugeant supérieur au titre d’arcade concurrent de Sega, Daytona USA (1994),, tout comme Battle Arena Toshinden (1995). Au moment du lancement américain de la PlayStation, plus de 100 000 précommandes avaient été enregistrées et 17 jeux étaient disponibles, contre seulement six titres pour la Saturn,.
La PlayStation sort en Europe le 29 septembre 1995,, et en Australie le 15 novembre 1995. Dès novembre, elle s’est déjà vendue trois fois plus que la Saturn au Royaume-Uni, où Sony consacre un budget marketing de 20 millions de livres sterling pour la saison de Noël, contre 4 millions pour Sega. Sony connaît rapidement le succès sur ce marché en obtenant des accords de distribution avec des commerçants indépendants ainsi qu’avec de grandes enseignes comme Comet et Argos. Au cours de sa première année, la PlayStation capte plus de 20 % du marché vidéoludique américain. Entre septembre et la fin de 1995, les ventes aux États-Unis atteignent 800 000 unités, offrant à la console une avance nette sur les autres machines de cinquième génération, même si la SNES et la Mega Drive, issues de la génération précédente, continuent de la devancer. Sony indique alors que le taux d’attachement entre consoles et jeux vendus est de quatre pour un.
Pour répondre à la demande croissante, Sony affrète des avions gros porteurs et augmente sa production en Europe et en Amérique du Nord. Début 1996, la PlayStation a généré 2 milliards de dollars (soit 4,01 milliards en 2024) grâce aux ventes mondiales de matériel et de logiciels. Fin 1996, les ventes en Europe atteignent 2,2 millions d’unités, dont 700 000 au Royaume-Uni. Environ 400 jeux PlayStation sont alors en développement, contre environ 200 pour la Saturn et 60 pour la Nintendo 64.
En Inde, la PlayStation est lancée en phase de test entre 1999 et 2000 dans certains showrooms Sony, où 100 unités sont vendues. Sony lance finalement la console à l’échelle nationale (modèle PS One) le 24 janvier 2002, au prix de 7 990 roupies, avec 26 jeux disponibles dès sa sortie.
La PlayStation connaît également du succès sur des marchés où elle n’est jamais officiellement commercialisée. Au Brésil, en raison de l’enregistrement de la marque par une société tierce, la console ne peut pas être lancée, ce qui permet à la Sega Saturn, distribuée officiellement, de dominer le marché dans un premier temps. Mais lorsque la console de Sega se retire, les importations de PlayStation et le piratage de masse augmentent fortement,,. En Chine, la console 32 bits la plus populaire est d’abord la Sega Saturn, mais après son retrait du marché, la PlayStation se développe et atteint une base de 300 000 utilisateurs en janvier 2000, bien que Sony China n’ait pas prévu de la lancer officiellement,.

## Composants matériels

### Spécifications techniques
Le microprocesseur principal est un CPU R3000 fabriqué par LSI Logic, fonctionnant à une fréquence d’horloge de 33,868 8 MHz et capable d’atteindre 30 MIPS,. Ce processeur 32 bits s’appuie fortement sur le coprocesseur « cop2 », spécialisé dans le calcul matriciel et 3D, intégré à la même puce, afin d’assurer la vitesse nécessaire au rendu de graphismes 3D complexes. Le rôle du processeur graphique (GPU), séparé, est de tracer des polygones 2D et de leur appliquer ombrages et textures : il prend ainsi en charge l’étape de rastérisation du pipeline graphique. La puce sonore 16 bits conçue par Sony prend en charge les sources ADPCM avec jusqu’à 24 canaux audio et offre une fréquence d’échantillonnage allant jusqu’à 44,1 kHz, ainsi qu’une prise en charge du séquençage MIDI. La console dispose de 2 Mo de RAM principale et de 1 Mo supplémentaire de mémoire vidéo,.
La PlayStation prend en charge une profondeur de couleur maximale de 16,7 millions de vraies couleurs, avec 32 niveaux de transparence et un nombre illimité de tables de correspondance de couleurs. Elle peut produire des signaux vidéo composite, S-Video ou RGB via son connecteur AV Multi (les premiers modèles disposant également de connecteurs RCA pour le composite), avec des résolutions allant de 256×224 à 640×480 pixels, selon le jeu utilisé. 
La PlayStation utilise une unité propriétaire de compression vidéo, le MDEC, intégrée au CPU, qui permet l’affichage de séquences en pleine motion video avec une qualité supérieure à celle des autres consoles de sa génération. Fait inhabituel pour l’époque, la PlayStation ne possède pas de processeur graphique dédié à la 2D : les éléments en deux dimensions sont calculés sous forme de polygones par le Geometry Transfer Engine (GTE), afin d’être ensuite traités et affichés par le GPU. En fonctionnement, le GPU peut générer jusqu’à 4 000 sprites et 180 000 polygones par seconde, ou encore 360 000 par seconde en rendu plat sans textures (flat-shaded),.

### Modèles

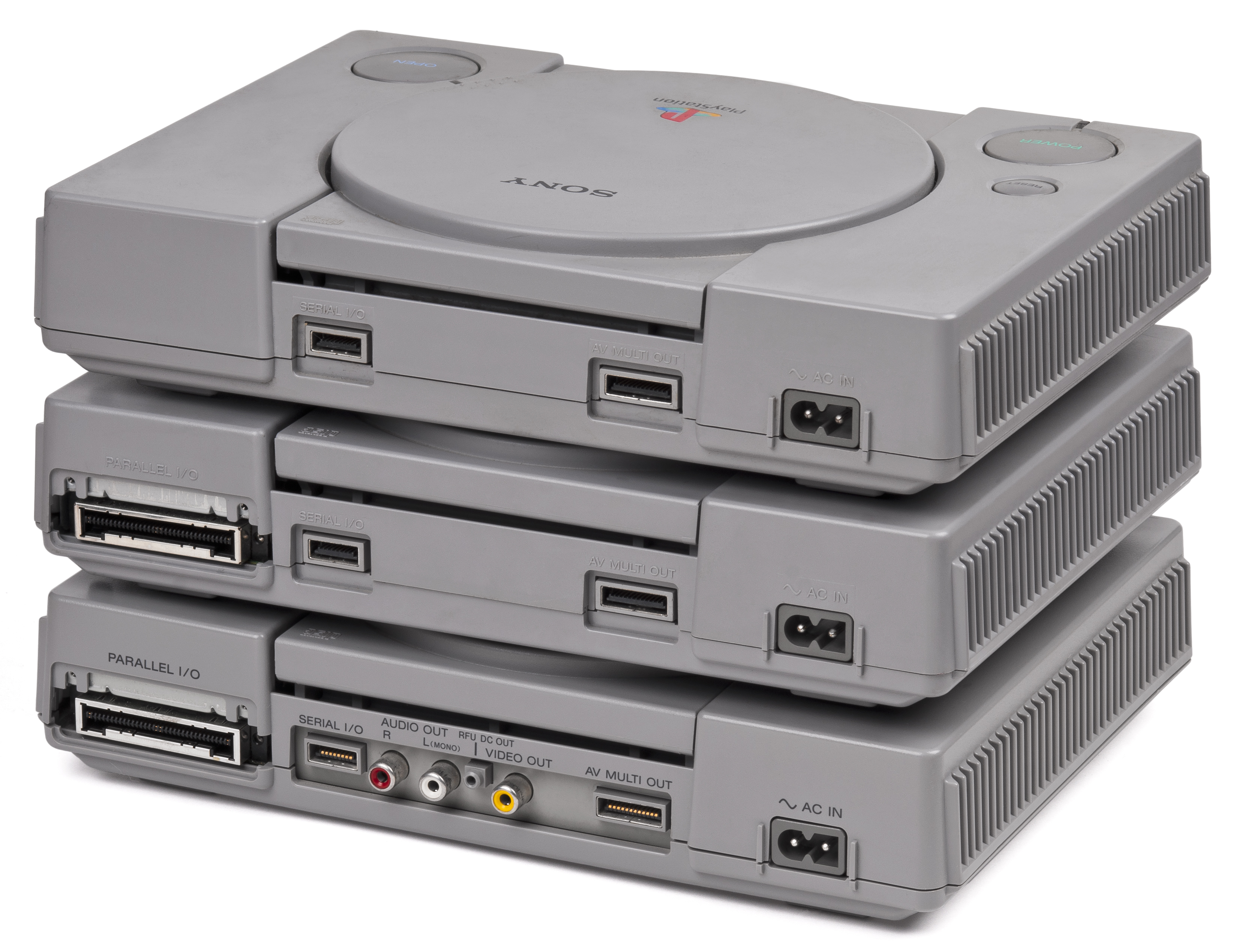
Trois modèles différents de dos de PlayStation Sony, montrant l'évolution de la réduction des ports. De bas en haut, SCPH-1001, SCPH-5001 et SCPH-9001.

La PlayStation connaît plusieurs variantes au cours de sa production. Extérieurement, le changement le plus notable est la réduction progressive du nombre de connecteurs situés à l’arrière de la console. Cela commence avec les premières unités japonaises : le modèle SCPH-1000, lancé le 3 décembre 1994, est le seul à disposer d’un port S-Video, supprimé dès le modèle suivant. Les modèles ultérieurs voient également une diminution du nombre de ports parallèles, la version finale ne conservant plus qu’un seul port série.
Sony commercialise un kit de développement destiné aux amateurs appelé Net Yaroze (ce qui signifie « faisons-le ensemble en japonais »). Il est lancé en juin 1996 au Japon puis, face à l’intérêt du public, diffusé l’année suivante dans d’autres pays. Le Net Yaroze permet aux passionnés de créer leurs propres jeux et de les partager via un forum en ligne géré par Sony. La console n’est disponible que par un service de commande et est fournie avec la documentation et les logiciels nécessaires pour programmer des jeux et applications PlayStation à l’aide de compilateurs en langage C,.

#### PS One

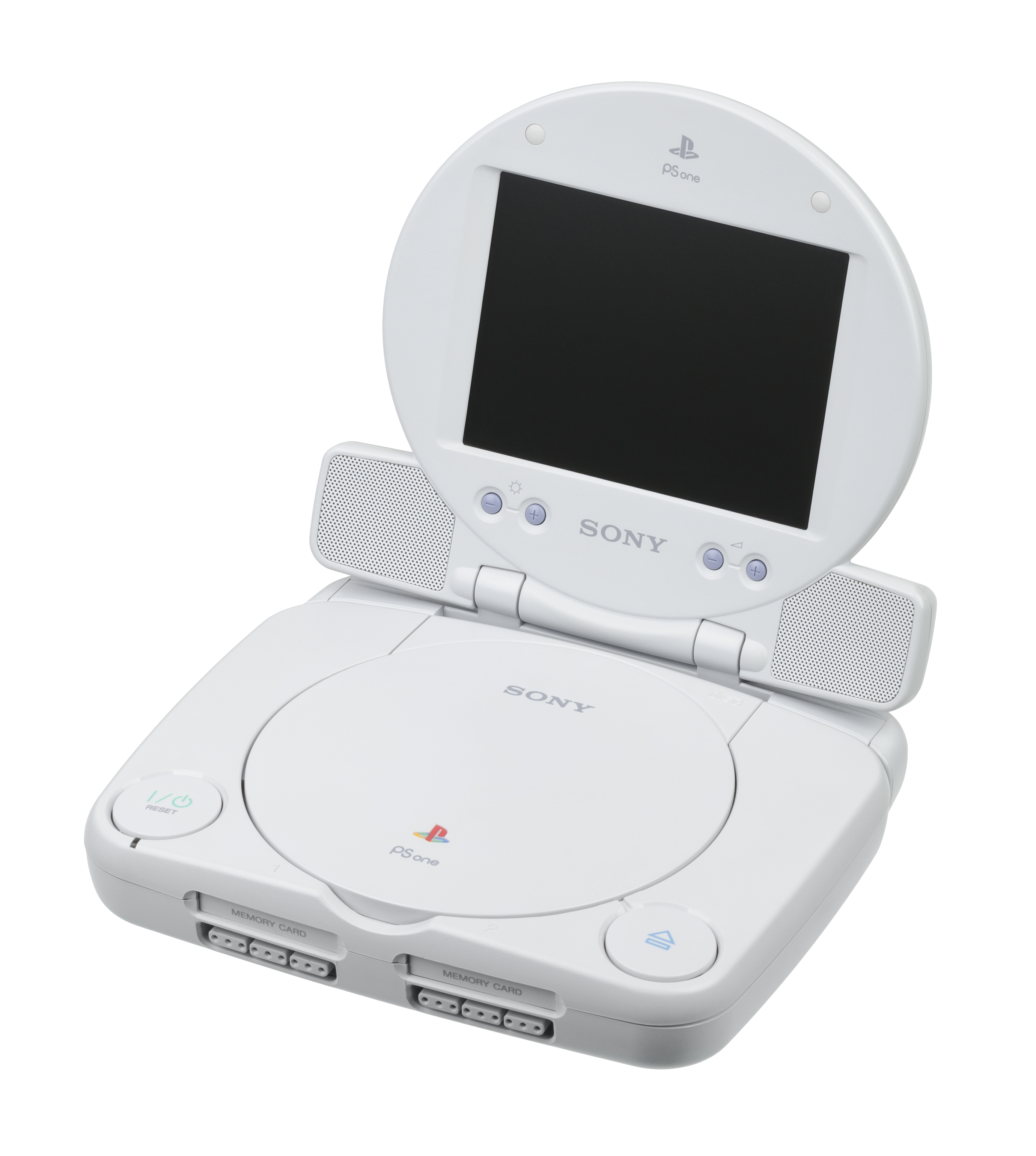
Le PS One "combo pack" avec écran LCD de 5 pouces en accessoire

Le 7 juillet 2000, Sony lance la PS One (stylisée « PS one » ou « PSone »), une version plus petite et redessinée de la PlayStation originale,. Elle devient la console la plus vendue jusqu’à la fin de l’année, surpassant toutes les autres, y compris la PlayStation 2. En 2002, Sony commercialise un écran LCD de 5 pouces (130 mm) en accessoire pour la PS One, connu sous le nom de « Combo pack ». Ce pack comprend également un adaptateur pour allume-cigare, offrant un niveau supplémentaire de portabilité,. La production du « Combo pack » avec écran LCD cesse en 2004, lorsque la popularité de la PlayStation commence à décliner sur les marchés hors du Japon. Au moment de l’arrêt de sa production en mars 2006, un total de 28,15 millions de PS One ont été vendues.

#### Contrôleurs
Trois itérations de la manette de la PlayStation sont commercialisées au cours de la durée de vie de la console. La première, simplement appelée manette PlayStation, sort en décembre 1994 en même temps que la console. Elle comporte quatre boutons directionnels distincts (au lieu d’une croix directionnelle classique), deux paires de boutons de tranche de chaque côté, les boutons Start et Select au centre, ainsi que quatre boutons principaux ornés de formes géométriques simples : un triangle vert, un cercle rouge, une croix bleue et un carré rose (, , , ). Plutôt que d’utiliser des lettres ou des chiffres comme sur les manettes traditionnelles, la manette PlayStation établit une identité visuelle qui devient un élément fort de la marque.
Teiyu Goto, le concepteur de la manette originale, explique que le cercle et la croix symbolisent respectivement « oui » et « non » (cette disposition étant inversée dans les versions occidentales) ; le triangle représente un point de vue, et le carré évoque une feuille de papier servant à accéder aux menus,. Les modèles européens et nord-américains de la manette sont environ 10 % plus grands que la variante japonaise, afin de prendre en compte le fait que la taille moyenne des mains y est supérieure à celle de la population japonaise. 
La première manette analogique de Sony, le PlayStation Analog Joystick , est lancée au Japon en avril 1996. Dotée de deux joysticks parallèles, elle utilise une technologie à potentiomètres déjà employée sur des consoles comme la Vectrex ; au lieu de reposer sur des interrupteurs binaires à huit directions, la manette détecte de légers changements d’angle sur l’ensemble de l’amplitude des mouvements. Elle comporte également, sur le joystick droit, un commutateur numérique actionné par le pouce, équivalent à la croix directionnelle traditionnelle, utilisé dans les cas où des déplacements numériques simples sont nécessaires. Le PlayStation Analog Joystick connaît de faibles ventes au Japon, en raison de son coût élevé et de sa taille encombrante.
La popularité croissante des jeux en 3D incite Sony à ajouter des sticks analogiques à la conception de sa manette afin d’offrir aux joueurs une plus grande liberté de mouvement dans les environnements virtuels en trois dimensions. La première manette analogique officielle, la Dual Analog Controller, est présentée au public dans une petite vitrine lors du PlayStation Expo de 1996 au Japon, puis commercialisée en avril 1997 pour accompagner la sortie japonaise de jeux compatibles avec le mode analogique comme Tobal 2 et Bushido Blade.
En plus de ses deux sticks analogiques (qui introduisent également deux nouveaux boutons activés en cliquant sur les sticks), la Dual Analog Controller est équipée d’un bouton « Analog » et d’une LED situés sous les boutons « Start » et « Select », permettant d’activer ou de désactiver le mode analogique. La manette intègre aussi une fonction de vibration, mais Sony décide de supprimer cette fonctionnalité de toutes les versions destinées à l’étranger avant la sortie américaine. Un porte-parole de Sony évoque des « raisons de fabrication », bien que des rumeurs suggèrent que Nintendo aurait tenté de bloquer légalement la sortie de la manette hors du Japon en raison de similitudes avec le Rumble Pak de la Nintendo 64. Toutefois, un représentant de Nintendo dément toute action juridique. Chris Charla, du magazine Next Generation, avance pour sa part que Sony a supprimé la fonction de vibration afin de maintenir un prix bas pour la manette.
En novembre 1997, Sony introduit la manette DualShock. Son nom provient de l’utilisation de deux moteurs de vibration. Contrairement à son prédécesseur, ses sticks analogiques sont équipés de revêtements en caoutchouc texturé, ses poignées sont plus longues, ses boutons de tranche légèrement différents, et la fonction de vibration est intégrée par défaut sur toutes les versions. La DualShock remplace ensuite ses prédécesseurs comme manette standard.

### Périphériques
Sony commercialise une série de périphériques destinés à ajouter des fonctionnalités supplémentaires à la PlayStation. Parmi eux figurent les cartes mémoire, la PlayStation Mouse,, le PlayStation Link Cable, l’adaptateur multitap pour quatre joueurs, le Memory Drive (un lecteur de disquettes 3,5 pouces), le GunCon (un pistolet optique) et le Glasstron (un casque d’affichage monoculaire).
Commercialisé exclusivement au Japon, le PocketStation est un périphérique mémoire fonctionnant comme un assistant personnel miniature. L’appareil est doté d’un écran à cristaux liquides monochrome, d’une capacité de communication par infrarouge, d’une horloge temps réel, d’une mémoire flash intégrée et de fonctions sonores. À l’instar du VMU de la Dreamcast, le PocketStation est généralement distribué avec certains jeux PlayStation, qu’il enrichit de fonctionnalités supplémentaires. Le périphérique rencontre un grand succès au Japon, avec plus de cinq millions d’unités vendues. Sony prévoit initialement de le lancer hors du Japon, mais la sortie est annulée malgré des campagnes promotionnelles en Europe et en Amérique du Nord.

### Fonctionnalités
En plus de lire des jeux, la plupart des modèles de PlayStation sont capables de lire des CD audio ; le modèle asiatique SCPH-5903 peut également lire des Video CD. Comme la plupart des lecteurs de CD, la PlayStation permet d’écouter les pistes dans un ordre programmé, de mélanger l’ordre de lecture ou de répéter une piste ou l’ensemble du disque. Les modèles plus récents de la console proposent une fonction de visualisation musicale appelée SoundScope. Cette fonction, ainsi qu’un gestionnaire de cartes mémoire, est accessible en démarrant la console sans insérer de jeu ni fermer le tiroir du disque, ce qui lance une interface graphique (GUI) du BIOS de la PlayStation.
L’interface graphique diffère selon la version du firmware de la PlayStation et de la PS One : l’interface originale de la PlayStation présente un fond bleu foncé avec des graffitis multicolores servant de boutons, tandis que celle des premières versions PAL et de la PS One affiche un fond gris en blocs avec deux icônes au centre.

#### Émulations

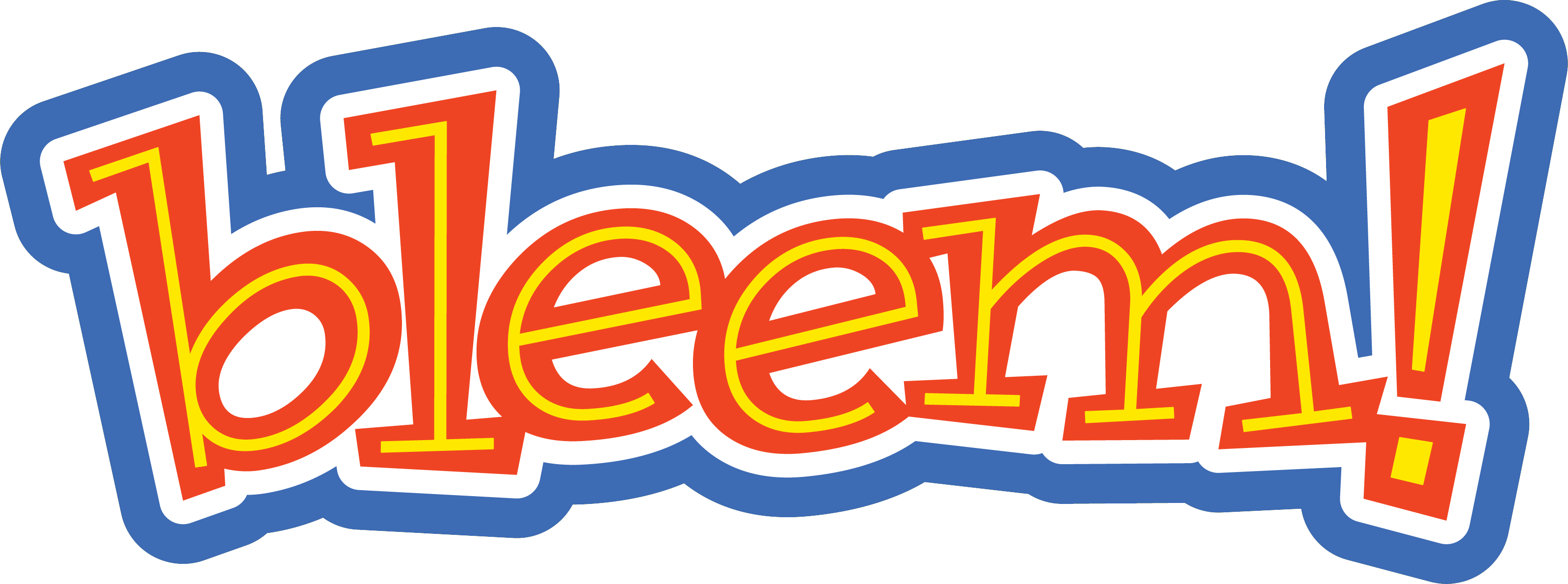
Logo de l'émulateur bleem!

L’émulation de la PlayStation est polyvalente et fonctionne sur de nombreux appareils modernes,. Bleem! est un émulateur commercial lancé en 1999 pour les PC compatibles IBM et la Dreamcast. Il se distingue par une promotion agressive alors que la PlayStation est encore commercialisée, et devient le centre de plusieurs procès controversés intentés par Sony. Programmé en langage assembleur, Bleem! permet d’émuler des jeux PlayStation avec une fidélité visuelle améliorée, des résolutions supérieures et des textures filtrées, ce qui n’est pas possible sur le matériel d’origine. Sony poursuit Bleem! deux jours après sa sortie, l’accusant de violation de droits d’auteur, de concurrence déloyale et d’infraction à des brevets en autorisant l’utilisation des BIOS de la PlayStation sur une console Sega. Bleem! est finalement contraint de fermer en novembre 2001. 

### Système de protection contre la copie
Sony est conscient que l’utilisation des CD pour la distribution des jeux rend les titres vulnérables au piratage, en raison de la popularité croissante des CD-R et des graveurs de disques optiques. Pour empêcher la copie illégale, un procédé propriétaire de fabrication des disques PlayStation est mis en place. Associé à un lecteur optique modifié intégré à l’assemblage Tiger H/E, ce système empêche les copies gravées de se lancer sur une console non modifiée. Concrètement, tous les disques PlayStation authentiques comportent une petite section contenant des données volontairement irrégulières, que la lentille optique de la console est capable de détecter et de décoder. Une console ne peut démarrer un jeu que si le disque comporte une fréquence d’oscillation spécifique (« wobble ») inscrite dans le secteur de pré-gap du disque, ce même système servant aussi à encoder les protections régionales.
Ce signal reste conforme aux tolérances du standard Red Book, ce qui fait que le contenu des disques PlayStation peut être lu par un lecteur classique. Toutefois, les lecteurs standards ne peuvent pas détecter la fréquence de « wobble » (et donc les copies gravées en sont dépourvues), car leur mécanisme de lecture interprète ce signal comme une oscillation de la surface du disque et le compense automatiquement lors de la lecture.

### Problèmes matériels
Les premières PlayStation, en particulier les modèles de la série 1000, présentent des problèmes de lecture comme des saccades dans les séquences vidéo en pleine motion ou des bruits physiques de « tic-tac » provenant de l’unité. Ces dysfonctionnements proviennent d’une mauvaise disposition des aérations, entraînant une surchauffe dans certains environnements. Cela provoque une légère déformation des pièces en plastique à l’intérieur de la console, avec des répercussions sur l’assemblage du laser. La solution consiste à placer la console sur une surface qui dissipe efficacement la chaleur, dans un espace bien ventilé, ou à surélever légèrement l’appareil par rapport à sa surface d’appui. Des représentants de Sony recommandent également de débrancher la PlayStation lorsqu’elle n’est pas utilisée, car le système continue de consommer une petite quantité d’énergie (et donc de produire de la chaleur) même lorsqu’il est éteint.
En raison d’une erreur de conception, la PlayStation ne produit pas un signal correct sur certains modèles anciens de téléviseurs, ce qui provoque un scintillement ou un déplacement de l’image à l’écran. Sony choisit de ne pas modifier la conception de la console, car seul un faible pourcentage de propriétaires de PlayStation utilise ce type de téléviseur. L’entreprise propose plutôt aux consommateurs d’envoyer leur console dans un centre de service Sony afin qu’une puce officielle y soit installée, permettant ainsi la compatibilité avec ces anciens téléviseurs.

## Réception
La PlayStation reçoit globalement un bon accueil lors de sa sortie. Les critiques occidentaux accueillent favorablement la nouvelle console ; la rédaction de Next Generation, qui teste la PlayStation quelques semaines après son lancement en Amérique du Nord, note que si le CPU est « plutôt moyen », le matériel personnalisé qui l’accompagne, comme le GPU et le processeur sonore, est d’une puissance remarquable. Le magazine salue l’orientation marquée vers la 3D, le confort de la manette et la praticité des cartes mémoire. Attribuant à la console la note de 4½ sur 5 étoiles, les journalistes concluent : « Pour réussir sur ce marché extrêmement compétitif, il faut combiner un matériel de qualité, de grands jeux et un marketing efficace. Que ce soit par compétence, chance ou simplement grâce à ses moyens financiers, Sony a réussi trois sur trois dès le premier tir de cette guerre ».
Albert Kim, d’Entertainment Weekly, qualifie la PlayStation de merveille technologique, à la hauteur de Sega et Nintendo. En revanche, Famicom Tsūshin lui attribue en mai 1995 une note de 19 sur 40, inférieure à celle de la Saturn qui obtient 24 sur 40.

## Héritage
SCE est encore un nouvel acteur de l’industrie vidéoludique à la fin de 1994, alors que le marché du jeu vidéo au début des années 1990 est dominé par Nintendo et Sega. Nintendo occupe une position de leader incontesté depuis le lancement de la Nintendo Entertainment System en 1985, et la Nintendo 64 est d’abord attendue comme devant maintenir cette domination. La cible de la PlayStation inclut la génération qui grandit avec les premiers jeux vidéo grand public, ainsi que les jeunes adultes de 18 à 29 ans, qui ne constituent pas le public prioritaire de Nintendo. À la fin des années 1990, Sony devient grâce à la PlayStation une marque de consoles largement reconnue, avec une avance significative sur Nintendo, relégué à la deuxième place, tandis que Sega se retrouve loin derrière en troisième position.
La PlayStation devient la première « plateforme de divertissement informatique » à dépasser les 100 millions d’unités vendues dans le monde,,, un succès que de nombreux critiques attribuent au soutien des développeurs tiers. Elle demeure la sixième console la plus vendue de tous les temps, avec un total de 102,49 millions d’exemplaires écoulés. Environ 7 900 jeux différents sont publiés sur la console au cours de sa durée de vie de 11 ans, ce qui en fait la deuxième console la plus fournie en titres de l’histoire. Ce succès représente un apport financier considérable pour Sony, les bénéfices de sa division jeux vidéo contribuant à hauteur de 23 %.
La PlayStation 2, console de nouvelle génération rétro compatible avec les manettes DualShock et les jeux de la PlayStation, est annoncée en 1999 et lancée en 2000. L’avance de la PlayStation en termes de base installée et de soutien des développeurs prépare le terrain au succès de sa successeur, qui surmonte la sortie anticipée de la Dreamcast de Sega puis repousse la concurrence de la Xbox de Microsoft, nouvel entrant sur le marché, et de la GameCube de Nintendo,,. L’immense succès de la PlayStation 2 et l’échec de la Dreamcast figurent parmi les principales raisons qui poussent Sega à se retirer du marché des consoles,.
À ce jour, cinq consoles de salon PlayStation sont commercialisées, poursuivant la même numérotation, ainsi que deux consoles portables. La PlayStation 3 conserve également la rétrocompatibilité avec les disques de la PlayStation d’origine. Des centaines de jeux PlayStation sont réédités en version numérique sur la PlayStation Portable, la PlayStation 3, la PlayStation Vita, la PlayStation 4 et la PlayStation 5,.
La PlayStation figure régulièrement parmi les meilleures consoles de jeux vidéo. En 2018 , le magazine Retro Gamer la classe troisième meilleure console, en soulignant que ses capacités avancées en 3D constituent l’un des principaux facteurs de son succès massif et en la décrivant comme un « game-changer à tous les niveaux ». En 2009, IGN la place au septième rang de son classement, notant que son attrait auprès d’un public plus âgé a joué un rôle crucial dans l’essor de l’industrie vidéoludique, tout en facilitant la transition vers l’utilisation du format CD-ROM. Keith Stuart, du Guardian, la désigne également comme la septième meilleure console en 2020, affirmant que son succès fut si profond qu’elle « a dominé les années 1990 ».
En janvier 2025, Lorentio Brodesco annonce le projet nsOne, visant à rétroconcevoir la carte mère de la PlayStation . Brodesco explique que « la documentation détaillée sur la carte mère originale est soit incomplète, soit totalement indisponible ». Le projet est financé avec succès par une campagne sur Kickstarter,. En juin, Brodesco fabrique la première carte mère fonctionnelle et promet de proposer prochainement une version entièrement finalisée avec un routage multicouche, accompagnée de la documentation et des fichiers de conception.

### Format CD
Le succès de la PlayStation  contribue au déclin des consoles de salon utilisant des cartouches. Bien qu’elle ne soit pas la première console à employer un format sur disque optique, elle est la première à rencontrer un succès massif, entrant directement en concurrence avec la Nintendo 64, qui repose encore sur des cartouches propriétaires alors que l’industrie s’attendait à ce qu’elle adopte les CD comme la PlayStation,. Après l’échec de la Sega Saturn, Nintendo reste le principal concurrent de Sony sur les marchés occidentaux. Le choix de Nintendo de ne pas utiliser les CD pour la Nintendo 64 s’explique probablement par la volonté de tirer parti du format propriétaire des cartouches pour renforcer la protection contre la copie, l’entreprise s’appuyant fortement sur les licences et les jeux exclusifs pour assurer ses revenus.
Outre leur capacité de stockage plus importante, les CD-ROM peuvent être produits en grandes quantités beaucoup plus rapidement que les cartouches ROM, en une semaine contre deux à trois mois,. De plus, le coût de production par unité est bien moindre, ce qui permet à Sony de proposer des jeux environ 40 % moins chers que les cartouches ROM tout en réalisant le même revenu net. Au Japon, Sony publie un nombre réduit d’exemplaires d’une large variété de jeux PlayStation, suivant une stratégie de limitation des risques déjà utilisée par Sony Music pour les disques audio. La flexibilité de production des CD-ROM permet également de fabriquer rapidement de plus grandes quantités de jeux populaires afin de répondre à la demande, ce qui est impossible avec les cartouches en raison de leurs délais de fabrication plus longs,. Le faible coût de production des CD-ROM offre aussi aux éditeurs une source de profit supplémentaire : la réédition à prix réduit de jeux ayant déjà amorti leurs coûts de développement.
La complexité croissante du développement des jeux atteint les limites de stockage des cartouches et décourage progressivement certains développeurs tiers. L’un des attraits du format CD pour les éditeurs est son coût de production nettement inférieur et sa flexibilité, qui permet d’ajuster plus facilement la production à la demande.
En conséquence, plusieurs développeurs tiers se tournent vers la PlayStation, notamment Square et Enix, dont Final Fantasy VII et Dragon Quest VII étaient initialement prévus sur Nintendo 64 (les deux sociétés fusionneront plus tard pour former Square Enix),. D’autres éditeurs réduisent leur soutien à la Nintendo 64 : Konami, par exemple, n’y publie que treize jeux, contre plus de cinquante sur PlayStation. Le catalogue de la Nintendo 64 se révèle aussi moins fourni que celui de la PlayStation, beaucoup de titres étant développés directement par Nintendo ou par des studios partenaires comme Rare.

### PlayStation Classic

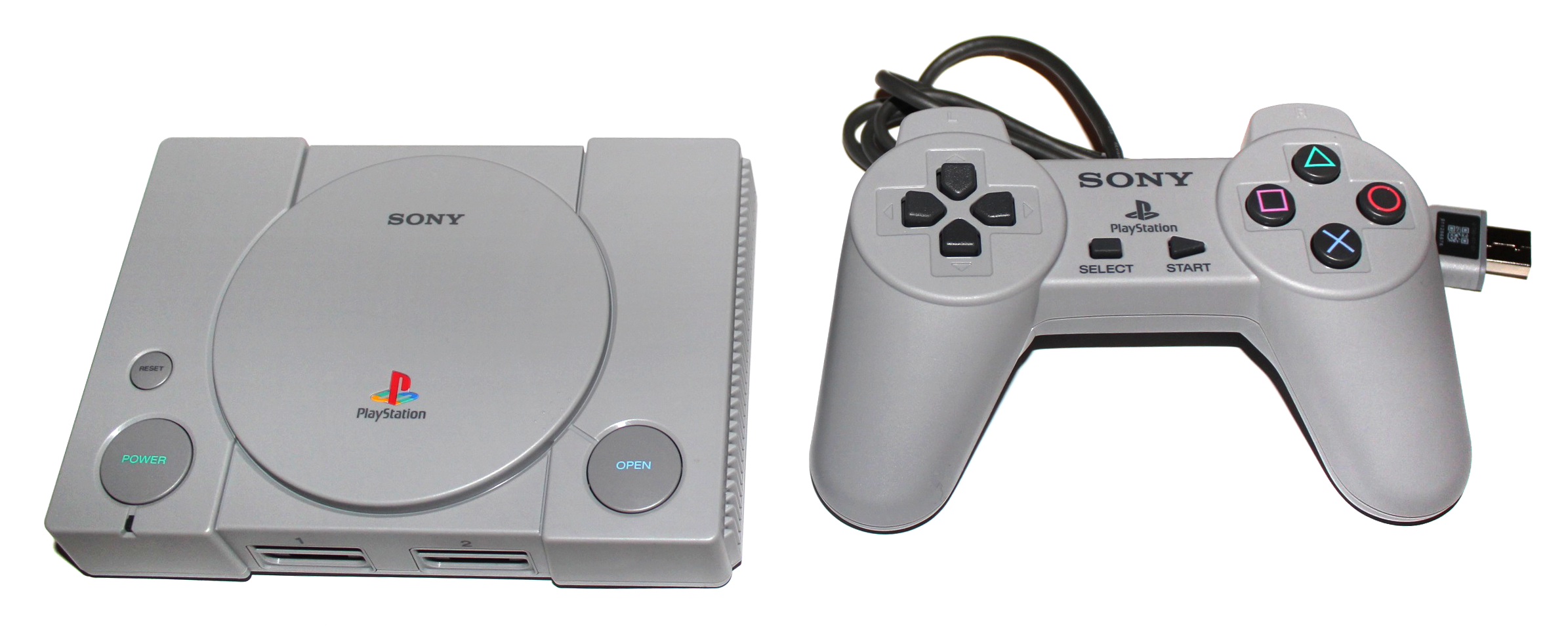
Console et manette PlayStation Classic

La PlayStation Classic est une console de jeu dédiée conçue par Sony Interactive Entertainment, qui émule des jeux PlayStation. Elle est annoncée en septembre 2018 lors du Tokyo Game Show et commercialisée le 3 décembre 2018, à l’occasion du 24e anniversaire de la sortie de la console originale,. 
En tant que console dédiée, la PlayStation Classic intègre 20 jeux préinstallés qui fonctionnent grâce à l’émulateur open source PCSX. Elle est vendue avec deux répliques de manettes PlayStation filaires (sans sticks analogiques), un câble HDMI et un câble USB de type A. À l’intérieur, elle utilise un système sur puce MediaTek MT8167a Quad A35, doté de quatre cœurs cadencés à 1,5 GHz et d’un processeur graphique PowerVR GE8300. Elle dispose de 16 Go de mémoire flash eMMC et de 1 Go de SDRAM DDR3. La PlayStation Classic est 45 % plus petite que la console originale.
La PlayStation Classic reçoit des critiques négatives et est comparée défavorablement aux consoles concurrentes de Nintendo, la Nintendo Entertainment System Classic Edition et la Super Nintendo Entertainment System Classic Edition. Les reproches portent sur la pauvreté de sa ludothèque, son interface utilisateur, la qualité de son émulation, l’utilisation de versions PAL pour certains jeux, le choix de la manette d’origine et son prix de vente élevé. En revanche, le design de la console est salué Les ventes de la console restent faibles,.